# Alisotrichia cacaulandia
Alisotrichia cacaulandia is een schietmot uit de familie Hydroptilidae. De soort komt voor in het Neotropisch gebied.